# Megalomphalus schmiederi
Megalomphalus schmiederi är en snäckart som beskrevs av J. H. McLean 1996. Megalomphalus schmiederi ingår i släktet Megalomphalus och familjen Vanikoridae. Inga underarter finns listade i Catalogue of Life.